# Millennium Monument
Het Millennium Monument staat in Lelydorp in het district Wanica in Suriname. Het staat op het Kofidjompoplein, een groenstrook langs de Indira Gandhiweg, en het verwijst mogelijk naar de start van het 3e millennium in het jaar 2000.
De groenstrook ligt centraal in Lelydorp en dient geregeld als vertrekpunt van evenementen. Het monument werd grondig gereinigd in 2013 en opnieuw in 2024. In dat laatste jaar werd het ook gerenoveerd, waarbij bekabeling en lampen werden vervangen en een nieuwe verflaag werd aangebracht. Dit werd mogelijk gemaakt door inwoners en ondernemers uit Lelydorp zelf. Volgens zijn Facebook-pagina werd dit monument gemaakt door de kunstenaar John Djojo.